# Colegio Champagnat (Lima)
El Colegio Champagnat es un colegio privado ubicado en el distrito de Santiago de Surco, ciudad de Lima, capital del Perú. Fue fundado en 1927 por la congregación de los Hermanos Maristas, en el distrito de Miraflores. El colegio recibe su nombre sacerdote francés San Marcelino José Benito Champagnat.[cita requerida]

## Historia
En 1927, abre sus puertas por primera vez el Colegio Champagnat de Miraflores, Lima. siendo en un principio un centro de estudio solo para varones. La comunidad fundadora estaba constituida por los hermanos Plácido Luis (Zoilo Arangüiz), Félix Desiderio (Antonio Meseguer) y Elicio (Fausto Poza), siendo su benefactor el presbítero Amelio Placencia, de los Paúles. El 14 de febrero de 1927, se alquilaron dos casitas, en la calle Bellavista, hoy desaparecidas. Allí fueron los humildes comienzos del que llegaría a ser el Colegio Champagnat. El año escolar se inauguró el 4 de abril con 48 alumnos distribuidos en las secciones de Kindergarten, 1º, 2º, 3º de primaria, finalizando al año con 75 matriculados y al año siguiente hubo 152. Progresó tan rápido que intensificó el deseo de los Hermanos para tener un terreno propio y edificar un local conforme a las exigencias y principios pedagógicos y brindar educación en el nivel primario y secundario. En 1980, se unieron los colegios Maristas de San Isidro y Champagnat de Miraflores en uno solo. Los primeros años escolares hasta el cuarto de primaria se llevarían a cabo en San Isidro y el resto de los años en el local de Miraflores. Esta unión llevaría por nombre "Marista", pero este nombre duraría menos de diez años, ya que en 1990, con motivo de celebrarse el bicentenario del nacimiento de Marcelino Champagnat y en homenaje a él, el Consejo Provincial, decidió se llamase Champagnat nuevamente como homenaje a su fundador. Desde 1996, el colegio se convirtió en mixto y el año 2006 egresó la primera promoción mixta. El local de San Isidro fue vendido a empresarios hoteleros, y demolido inmediatamente en 1999. La falta de autorización de su principal benefactor provocó que este terreno este vacío 21 años, hasta que en 2020 el terreno fue adquirido para construir un estacionamiento el cual permanece hasta la actualidad. En 2004, se adquirió un terreno en el distrito de Santiago de Surco, donde se levantaron las modernas instalaciones donde actualmente funciona el colegio. Con alumnos de Inicial (3-4-5 años), de 1.º a 6.º grado de primaria y de 1° a 5° grado de secundaria. Desde 2007, cuenta con el Programa del Diploma del Bachillerato Internacional, y en 2018, se le autoriza oficialmente el Primary Years Programme del Bachillerato Internacional.